# Kate Howey
Kate Howey, née le 31 mai 1973, est une ancienne judokate britannique qui s'illustrait dans la catégorie des poids moyen (-66 kg jusqu'en 1998, -70 kg depuis). Elle se révèle en 1989 en remportant le titre européen dans la catégorie juniors. Elle confirme l'année suivante en gagnant le titre mondial junior à Dijon (France). Quelques mois plus tard, elle termine deuxième des championnats d'Europe séniors à seulement 17 ans. L'année suivante, c'est aux mondiaux de Barcelone qu'elle s'illustre une nouvelle fois en décrochant la médaille de bronze dans la catégorie des poids moyen (-66 kg). Ses performances lui permettent de participer à ses premiers Jeux olympiques organisés à Barcelone en 1992 lors desquels le judo féminin faisait son apparition. Elle y décroche la médaille de bronze dans la catégorie des poids moyen (-66 kg). Non médaillée quatre années plus tard à Atlanta, elle parvient à remporter son premier titre international en séniors lors des mondiaux 1997 à Paris. Aux Jeux olympiques de 2000 à Sydney, elle est désignée porte-drapeau de la délégation britannique, une reconnaissance qu'elle honore en décrochant la médaille d'argent, battue en finale par la Cubaine Sibelis Veranes. Après une dernière participation infructueuse aux Jeux d'Athènes en 2004, sa quatrième, elle décide de mettre un terme à sa carrière sportive à l'âge de 31 ans. En 1997, elle est décorée de l'Ordre de l'Empire britannique récompensant sa carrière et son action pour le judo.

## Palmarès

### Jeux olympiques
- Jeux olympiques de 1992 à Barcelone (Espagne) :
  -  Médaille de bronze dans la catégorie des poids moyen (-66 kg).
- Jeux olympiques de 2000 à Sydney (Australie) :
  -  Médaille d'argent dans la catégorie des poids moyen (-70 kg).

### Championnats du monde
| Catégorie      | Catégorie | 1991 | 1993 | 1997 | 1999 | 2001 |
| -------------- | --------- | ---- | ---- | ---- | ---- | ---- |
| poids moyens   | -66 kg    | 3e   | -    | 1er  | -    | -    |
| poids moyens   | -70 kg    | -    | -    | -    | 3e   | 2e   |
| poids mi-lourd | -72 kg    | -    | 2e   | -    | -    | -    |

### Championnats d'Europe
| Catégorie      | Catégorie | 1990 | 1991 | 1993 | 1994 | 1995 | 1997 | 1998 | 2000 |
| -------------- | --------- | ---- | ---- | ---- | ---- | ---- | ---- | ---- | ---- |
| poids moyens   | -66 kg    | 2e   | 2e   | -    | -    | -    | 3e   | -    | -    |
| poids moyens   | -70 kg    | -    | -    | -    | -    | -    | -    | 3e   | 2e   |
| poids mi-lourd | - 72 kg   | -    | -    | 3e   | 3e   | 3e   | -    | -    | -    |

### Divers
- Tournoi de Paris (France) :
  - 2 podiums en 1998 et 2005.